# José Miguel Zegada
José Miguel Zegada fue un sacerdote y político argentino.
Fue miembro del Congreso Constituyente convocado en 1824 que dio sanción a la Constitución Argentina de 1826.

## Biografía
José Miguel Zegada nació en San Salvador de Jujuy ca 1760, hijo del coronel Gregorio Zegada Velloso y de María Mercedes Rubianez Liendo.
Pasó a la ciudad de Buenos Aires y efectuó sus estudios secundarios en el Real Colegio de San Carlos. Ordenado sacerdote, continuó sus estudios en la Universidad Mayor Real y Pontificia San Francisco Xavier de Chuquisaca, donde se graduó de doctor en Filosofía y Teología y de bachiller en cánones y leyes el 31 de marzo de 1790.
El 25 de noviembre de 1797 fue nombrado cura de Tarija.
En febrero de 1807 el partido de Tarija fue incorporado a la Intendencia de Salta. Las constantes incursiones indígenas en la frontera y la incapacidad de la intendencia de controlarlas impulsaron la autonomía y Zegada fue uno de los firmantes de una petición para que se declarara a Tarija «libre e independiente del gobierno de Salta, cuyas funciones deberán recaer en este Cabildo y Junta».
Adhirió a la Revolución de Mayo de 1810.
En carta a la Junta patriota de Buenos Aires, Juan José Castelli incluía a Zegada en «aquellos curas perdidos en el fondo de los valles, que habían santificado la causa y movían ahora por ella las poblaciones en masa».
Tras la derrota patriota en la batalla de Huaqui, Zegada alentó al pueblo de Tarija a continuar apoyando la revolución amenazada, formando tropas para resistir al ejército realista en marcha hacia el sur y evitando se obstaculizara el paso de Juan Martín de Pueyrredón en su retirada a Salta.
En 1815 apoyó decididamente el nombramiento de Martín Miguel de Güemes como gobernador de la provincia de Salta. En 1816 fue elegido diputado por Tarija al Congreso de Tucumán, pero no llegó a integrarse. Sí estuvo entre los firmantes del acta del cabildo abierto de Jujuy del 6 de agosto de 1816 jurando el Acta de Independencia.
En 1819 fue designado archidiácono de la catedral de Sucre, y según su biógrafo Cutolo, el 5 de julio de 1819 fue designado diputado por Jujuy ante el Congreso Nacional, integrándolo hasta su disolución.
Fue elegido representante ante el Congreso General de 1824, en el que tendría importante actuación y al que se incorporó el 13 de diciembre de ese año.
El 2 de octubre de 1824 el gobierno nacional dispuso que «con la dotación que mandó fundar el excelentísimo señor general don Manuel Belgrano de inmortal memoria, se erigiese a favor de esta provincia una escuela de primeras letras». José Miguel de Zegada, en tanto diputado y cura rector de la iglesia matriz lo comunicó al Ayuntamiento de Tarija, el cual por acta del 16 de julio de 1825 le encargó las posteriores gestiones. En 1826 Zegada transfirió ese poder a Dionisio Hornos y en 1829 al comerciante Francisco Berdier.
El 16 de febrero de 1825 propuso ante la asamblea tomar medidas para proteger el comercio nacional por considerar que «los habitantes estaban reducidos a la condición de colonos de los ingleses, en peor situación que durante la época española», razón por la cual se opuso a la aprobación del artículo IX de la constitución, que el Congreso finalmente aprobó.
José Miguel Zegada falleció en la ciudad de Sucre.
Era hermano de Julián Gregorio de Zegada, de quien llegaría a distanciarse por razones judiciales y de intereses encontrados, y por tanto tío de Escolástico Zegada, sacerdote, benefactor y político jujeño, gobernador y capitán general provisional de su provincia.
Documentos de la época lo describen como «sacerdote de nota por la facilidad de su elocucion, i la sencillez i viveza de sus juicios, como también por la consideracion de que lo revisten».